# Болсена (језеро)
Болсена (итал. Lago di Bolsena), језеро је у централној Италији које је настало пре 300.000 година колапсом вулканске калдере. То је највеће језеро вулканског порекла у Европи.
Језеро има овалан облик, типичан за језера вулканског порекла, два острва и једну отоку. Има укупну површину од 113,5 km² (пето у Италији), налази се на 305 m надморске висине, а највећа дубина му је 151 m.